# Daphnis (Mond)
Daphnis (auch Saturn XXXV) ist der drittinnerste und einer der kleineren der 274 bekannten Monde des Planeten Saturn. Er ist der Schäfermond der Keeler-Lücke und der äußere von zwei Monden innerhalb des A-Rings der Saturnringe.

## Entdeckung und Benennung
Daphnis wurde am 6. Mai 2005 auf Aufnahmen der Raumsonde Cassini vom Imaging Science Team der Cassini-Mission entdeckt. Die Aufnahmen des äußeren A-Ringes waren am 1. Mai 2005 während 16 Minuten in einer Zeitraffersequenz mit 0,18 Sekunden Belichtungszeit entstanden.
Die Existenz eines Mondes innerhalb der Keeler-Lücke war bereits vor den Aufnahmen vorausgesagt worden. Durch gravitative Störungen im Ringsystem erzeugte Wellenmuster am äußeren Rand der Lücke wiesen auf einen möglichen Mond an der Position von Daphnis hin. Die Wellen am inneren Rand eilten dem Orbit von Daphnis voraus, während die am äußeren Rand hinter ihm lagen. Der Grund dafür sind die unterschiedlichen Relativgeschwindigkeiten der Ringpartikel.
Später wurde Daphnis auf 32 Bildern des F-Ringes vom 13. April 2005 gefunden, die während 18 Minuten angefertigt wurden. Auf zwei weiteren hochauflösenden Aufnahmen (3,54 km/Pixel) vom 2. Mai 2005 konnte der Durchmesser des Mondes schließlich näher aufgelöst werden.
Die Entdeckung wurde am 6. Mai 2005 durch Carolyn Porco, der Leiterin des Imaging Science Team der Cassini-Mission, bekannt gegeben. Der Mond erhielt zunächst die vorläufige Bezeichnung S/2005 S 1, entsprechend der Systematik der Internationalen Astronomischen Union.
Am 17. Juli 2006 wurde der Mond dann nach dem Schafhirten und Poeten Daphnis aus der griechischen Mythologie benannt. Daphnis war der Sohn von Hermes und einer Nymphe sowie ein Nachkomme der Titanen, nach denen die größten Saturnmonde benannt sind. Daphnis erblindete aufgrund eines Treuebruchs mit einer Nymphe. Er wollte Eros besiegen, indem er seiner von Aphrodite geweckten Liebe zu Xenea nicht nachgeben wollte. Außerdem verliebte sich Pan in Daphnis und brachte ihm das Spielen der Panflöte bei. Durch seine Erblindung stürzte er von einem Felsen herab und wurde selbst in einen Felsen verwandelt.
Der Name entstammt dem Lorbeerhain, in dem Daphnis geboren und von seiner Mutter ausgesetzt worden ist. Die Monde Daphnis und Pan – der einzige andere Schäfermond innerhalb von Saturns Hauptringen – wurden beide nach mythologischen Figuren benannt, die mit Schafhirten assoziiert werden.

## Bahneigenschaften

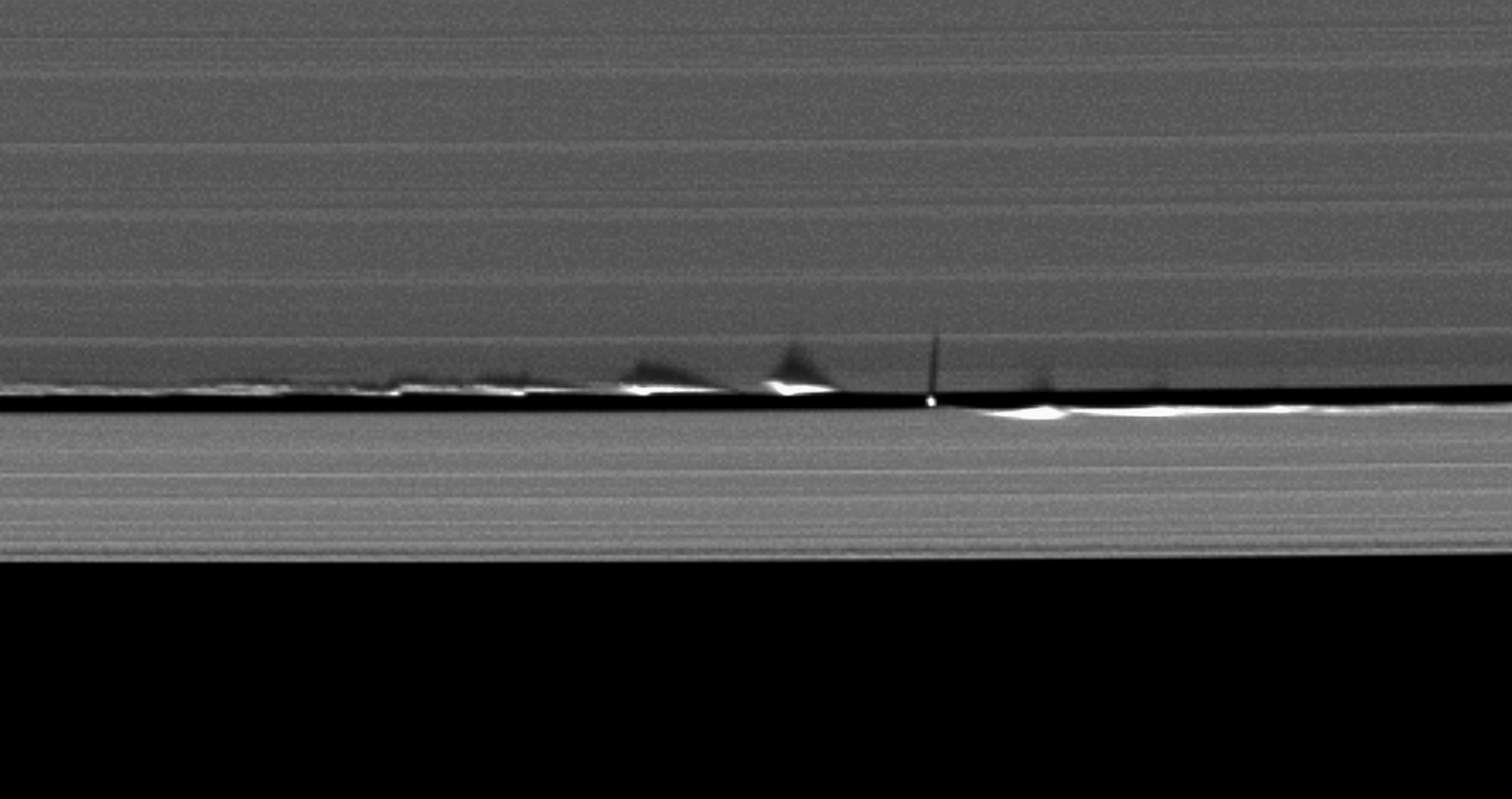
Cassini-Bild von Daphnis mit Schattenwurf und Wellenmustern

### Umlaufbahn
Daphnis umkreist Saturn auf einer prograden, fast perfekt kreisförmigen Umlaufbahn in einem mittleren Abstand von rund 136.505 km (ca. 2,3 Saturnradien) von dessen Zentrum. Die Bahnexzentrizität beträgt 0,0000331, die Bahn ist 0,0036° gegenüber dem Äquator von Saturn geneigt, liegt also fast genau in der Äquatorebene des Planeten. Durch die kleine Exzentrizität variiert die Entfernung zu Saturn um nur rund 10 km, durch die geringe Neigung in der Höhe um nur etwa 17 km.
Die Umlaufbahn des nächstinneren Mondes Pan ist im Mittel 2.900 km von Daphnis’ Orbit entfernt, die Entfernung der Bahn des nächstäußeren Mondes Atlas beträgt im Mittel 1.200 km.
Daphnis umläuft Saturn in 14 Stunden und 15 Minuten. Dies entspricht in etwa der Umlaufzeit des Uranusmondes Cupid. Daphnis benötigt für einen Umlauf etwa 27 Minuten länger als der innere Nachbar Pan.
Der Mond läuft in der 42 km breiten nach James Edward Keeler benannten Keeler-Lücke des A-Rings, die nur etwa 270 km von der Außenkante des A-Rings entfernt ist, um den Planeten. Er ist dabei als Schäfermond wirksam und bewirkt mit seiner Gravitation, dass die Keeler-Lücke weitgehend frei von Ringpartikeln bleibt. Wissenschaftler haben keine Bahnstörungen durch weiter außen laufende Monde beobachtet.
Der Mond umläuft Saturn innerhalb eines kritischen Abstandes, der sogenannten Roche-Grenze, was einen größeren Mond in diesem Bereich zum Zerbersten bringen würde. Wahrscheinlich wird Daphnis nur aufgrund seiner geringen Größe oder eines lockeren inneren Aufbaus vor diesem Schicksal bewahrt.

### Rotation
Daphnis ist immer mit derselben Seite dem Saturn zugewandt, das heißt, er weist damit, wie der Erdmond, eine synchrone Rotation auf.

## Physikalische Eigenschaften

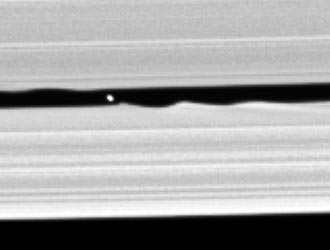
Daphnis in der Keeler-Lücke

### Größe
Daphnis hat einen mittleren Durchmesser von 7,6 km. Auf den Aufnahmen des Saturn-Orbiters Cassini erscheint Daphnis als ein unregelmäßig geformtes, längliches Objekt mit Abmessungen von 8,6 × 8,2 × 6,4 km, wobei die Längsachse auf Saturn ausgerichtet ist.

### Innerer Aufbau
Die mittlere Dichte von Daphnis ist mit 0,34 g/cm³ weitaus geringer als die der Erde und sogar wesentlich niedriger als die Dichte von Saturn.
Dass Daphnis den Saturn innerhalb der Roche-Grenze umläuft, weist darauf hin, dass er entweder eine sehr feste innere Struktur hat, oder dass er zu den sogenannten Rubble Piles gehört, die durch die vergleichsweise schwache Gravitation im Innern Hohlräume aufweisen. Durch die extrem niedrige mittlere Dichte ist die letztgenannte Hypothese wahrscheinlicher.

## Erforschung
Aufgrund der geringen Größe und scheinbaren Helligkeit von 24,0m  sowie der Überstrahlung durch Saturn wegen der großen Nähe ist Daphnis mit erdgebundenen Teleskopen nicht auszumachen.
Daphnis wurde bislang von drei Raumsonden besucht, namentlich von den Vorbeiflugsonden Voyager 1 am 12. November 1980 und Voyager 2 am 25. August 1981 sowie dem Saturn-Orbiter Cassini, der seit Juli 2004 den Saturn umkreist. Daphnis wurde von Cassini mehrmals ins Visier genommen, so dass seine orbitalen Parameter mittlerweile ziemlich genau bekannt sind. Der Vorbeiflug mit der größten Nähe von Cassini ereignete sich am 5. Juli 2010, als die Sonde den Mond in einer Entfernung von 72.816 km passierte.